# Stijepo Mijović Kočan
Stijepo Mijović Kočan (Đurinići u Konavlima, 14. travnja 1940.) hrvatski književnik, pjesnik, putopisac, scenarist i redatelj.

## Životopis
Doktorirao je književnost na Filozofskom fakultetu u Zagrebu 1994. godine disertacijom "Pjesništvo Josipa Pupačića". Uz književni (preko 20 zbirki pjesama), novinarski i prosvjetni rad, profesionalni je filmski redatelj te je, najviše za televiziju, ostvario desetke dokumentarnih, obrazovnih, feljtonističkih i igranih filmova (Posljednji klačinar, serija Život, a ne film, Prevlaka, ćaćina tamburica, kasnije istoimena knjiga, čime je započeo ciklus Moja priča o Hrvatskoj, Pređi rijeku ako možeš, scenarij, Baka Bijela, režija i scenarij, tv-drame Daksa, otok bumerang, Konavle kultura kamena itd.). uz dvije fonografske režije, prema vlastitim prilagodbama Ilirae lira (LP hrvatskog narodnog preporoda) te Gundulićeva Dubravka. Pokretač je Konavoskoga zbornika (1982.), za što je prethodno valjalo osnovati Konavle, društvo za znanstvene i kulturne djelatnosti, s nekim drugim intelektualcima iz Konavala, da bi se zbornik i monografija mogli tiskati kao stanovit odgovor velikosrpskom svojatanju (vidi: Jovan Vukmanović, Konavli, SANU, 1980).
Član Matice hrvatske od 1966., jedan od njezinih obnovitelja i član Upravnog odbora 1990. godine. Predavao je na sve tri razine obrazovanja: u osnovnom, srednjem i visokom školstvu. Jedan je od pionira hrvatskoga tv novinarstva.

## Obiteljski život
Stijepo Mijović Kočan otac je poznatog hrvatskog novinara Marcela Holjevca Kočana.

## Djela
Nepotpun popis
- Ispovjedaonica, Mladost, Zagreb, 1969.
- Ja odozdo, Odbor Matice hrvatske Čakovec, Čakovec, 1970.
- Ta riječ, August Cesarec, Zagreb, 1974.
- Izravno u stroj, Znanje, Zagreb, 1981.
- Kronike, kritike, jezik, Školske novine, Zagreb, 1988.
- Josip Pupačić u književnosti i novinarstvu, Školske novine, Zagreb, 1998.
- Sic transit, Matica hrvatska, Zagreb, 2002.
- Ulovljen u jeziku, Stajergraf, Zagreb, 2005.
- S Talijom nakon predstave: izbor iz kazališnih kritika, Društvo hrvatskih književnika, Zagreb, 2010.
- Sin otac sin, Alfa, Zagreb, 2015.
- Sedmoglasje, odjednom i djed i dijete (izbor pjesama), Matica hrvatska, 2016.
- Bože moj : promišljanja (2022.)[4]

## Nagrade i priznanja
- 2022.: Nagrada Antun Branko Šimić, za zbirku lirske proze Bože moj [5]

## Vanjske poveznice
Mrežna mjesta
- Mijović Kočan, Stijepo Hrvatska enciklopedija
- Stijepo Mijović Kočan  Arhivirana inačica izvorne stranice od 8. kolovoza 2022. (Wayback Machine) Društvo hrvatskih književnika